# Monika Olech
Monika Agnieszka Olech – polska doktor habilitowany nauk rolniczych, profesor Państwowego Instytutu Weterynaryjnego – Państwowego Instytutu Badawczego.

## Kariera naukowa
W 2006 roku na Uniwersytecie Marii Curie-Skłodowskiej w Lublinie uzyskała tytuł magistra biologii. W 2007 roku została zatrudniona w Państwowym Instytucie Weterynaryjnym – Państwowym Instytucie Badawczym, gdzie w 2014 roku uzyskała stopień doktora nauk weterynaryjnych na podstawie rozprawy pt. Charakterystyka molekularna lentiwirusów małych przeżuwaczy oraz diagnostyka serologiczna zakażeń tymi wirusami. W 2019 roku ten sam instytut nadał jej stopień doktora habilitowanego nauk rolniczych w dyscyplinie weterynarii na podstawie pracy pt. Badania nad występowaniem lentiwirusów małych przeżuwaczy (SRLV) w Polsce z uwzględnieniem ich charakterystyki molekularnej.